# Idegen a Paradicsomban
Az Idegen a Paradicsomban (Stranger in Paradise) sci-fi novella, amit Isaac Asimov írt és 1974-ben, az If magazin május-júniusi számában jelent meg. Magyarul a Robottörténetek című novelláskötetben olvasható.

## Történet
|  | Alább a cselekmény részletei következnek! |

A novella 533 évvel a Katasztrófa – egy újkori esemény – után játszódik, amikor a házasság nem létezik, a testvérek pedig megpróbálják elkerülni egymást, különben közmegvetés tárgyát képzik. Ekkor él a két fivér, William Anti-Aut és Anthony Smith, akiknek véletlenül összekapcsolódó életét Asimov a mű elején párhuzamosan írja le.
Anthony mindig is úgy gondolta, jobb, ha (valamilyen szeszélyből vér-) testvérével nem találkozik, miután elhagyják a bölcsődét. Ennek megfelelően mivel az idősebb William az emberi aggyal, azon belül főként autista emberek vizsgálatával foglalkozik (ezért vette fel vezetéknevét), Anthony megpróbál ettől a lehető legtávolabb, a programozás terén dolgozni.
Mind a ketten megtalálják a helyüket. A fiatalabbik a Merkúr-terven kezd dolgozni. Ez alapján a Merkúr tanulmányozására terveznek robotot. Ez azonban nem válik be, mert a tudósok képtelenek elég bonyolult pozitronagyat létrehozni. Ekkor jut Anthony eszébe az, hogy esetleg olyan embert kéne megkérni az agy tervezéséhez, aki az emberi agy szakértője. Így jutnak el Williamhez, aki szakmájában a legjobb.
A két testvér találkozik, ami mindkettejüket – de főleg Anthonyt – megrázza, s hetekig pletykatémává válik az azonos szülőktől származó testvérpár. Felvetődik az is, hogy lemondják a tervet, de a Merkúr-tervért felelős cég vezetője, Hatalmas Dmitri ragaszkodik a kivitelezéshez.
Elkezdik hát összeszerelni az emberi agyat, de a földi körülmények között nem működik a robotban. Anthony teljesen kétségbe esik, de William meggyőzi őt, hogy küldjék el a Merkúrra, elvégre az a rendeltetési helye. Elmondja neki, hogy minden más embernél nagyobb érdeke fűződik ahhoz, hogy Anthony sikeres legyen: Génjeik majdnem megegyeznek, így egyikük sikere a másikról is mond valamit.
Elküldik tehát az emberi aggyal ellátott robotot a Merkúrra, ahol az örömében ugrálni kezd. Anthony azt hiszi, valami rosszul sült el, az általa készített robotok soha nem csináltak ilyet. William viszont felvilágosítja, hogy ilyen összetett aggyal kell, hogy legyenek érzelmei a robotnak. Az ő autista agya pedig most találta meg a Paradicsomot.

## Megjelenések

### angol nyelven
1. If, 1974. május-június
2. The Best from If, Volume II (Award, 1974)
3. The 1975 Annual World's Best SF (Daw, 1975)
4. The Bicentennial Man and Other Stories (Doubleday, 1976)
5. The Complete Robot (Doubleday, 1982)
6. The Robot Collection (Doubleday, 1983)

### magyar nyelven
1. Robottörténetek, I. kötet (Móra, 1993, ford.: Villányi György)